# Berneuil-en-Bray

Berneuil-en-Bray este o comună în departamentul Oise, Franța. În 1 ianuarie 2022 avea o populație de 819 de locuitori.